# Vimba
A Vimba a sugarasúszójú halak (Actinopterygii) osztályának pontyalakúak (Cypriniformes) rendjébe, ezen belül a pontyfélék (Cyprinidae) családjába tartozó nem.

## Rendszerezésük
A nembe az alábbi 4 faj tartozik:
- Vimba elongata (Valenciennes, 1844)
- Vimba melanops (Heckel, 1837)
- Vimba mirabilis (Ladiges, 1960)
- szilvaorrú keszeg (Vimba vimba) (Linnaeus, 1758) - típusfaj